# Bőszénfa
Bőszénfa ist eine ungarische Gemeinde im Kreis Kaposvár im Komitat Somogy.

## Geografische Lage
Bőszénfa liegt ungefähr 15 Kilometer südöstlich der Stadt Kaposvár. Nachbargemeinden sind Gálosfa, Boldogasszonyfa und Simonfa.

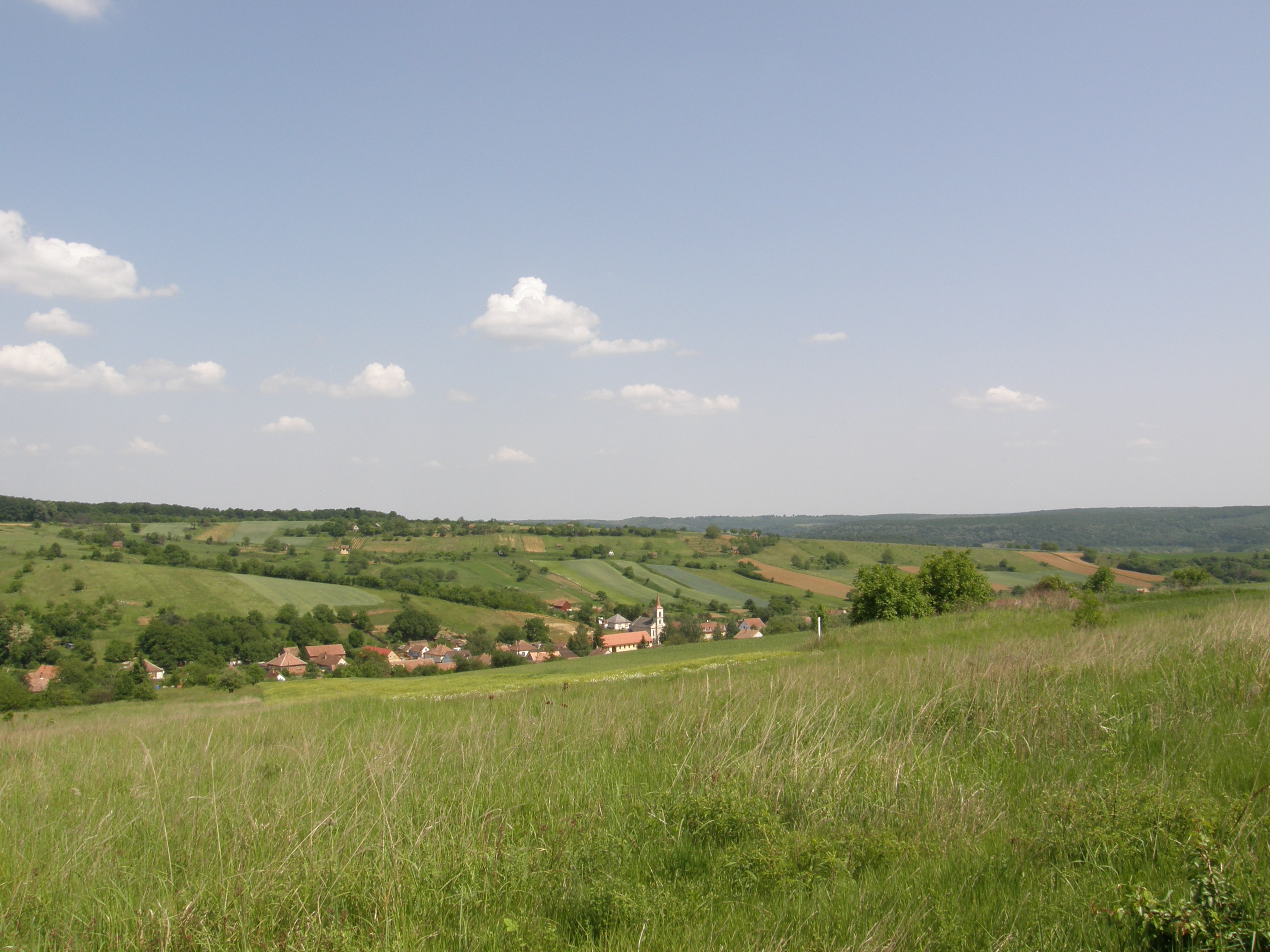
Blick auf Bőszénfa

## Sehenswürdigkeiten
- Heimatgeschichtliche Sammlung (Helytörténeti Gyűjtemény)
- Römisch-katholische Kirche Szent Nothburga, ursprünglich 1777 erbaut, 1902 neu errichtet
- Szentháromság-Statue, erschaffen 1913

## Verkehr
Durch Bőszénfa verläuft die Hauptstraße Nr. 67, auf die in der Ortsmitte die Landstraße Nr. 6621 mündet. Der nächstgelegene Bahnhof befindet sich in Kaposvár.